# Relatos de lo inesperado
Relatos de lo inesperado es una colección de dieciséis cuentos cortos escrita por Roald Dahl y publicada en 1979. Todas las historias fueron prontamente publicadas en diferentes revistas, y posteriormente se editaron en las colecciones Someone Like You y Kiss Kiss.
La intriga, el humor negro y el desenlace que establece una complicidad con el lector, son los principales elementos que adornan la narrativa de este libro que, al igual que en sus cuentos para niños, también establece una fábula moral en la mayoría de los casos.
También existen algunos temas recurrentes, como son las apuestas disparatadas (Gastrónomos, Hombre del sur, Apuestas), el burlador burlado (Placer de clérigo, La señora Bixby y el abrigo del coronel), la mujer sumisa que repentinamente derrama de forma explosiva el resentimiento albergado contra su marido (Cordero asado, La subida al cielo) o la venganza de la persona humillada (Lady Turton, Nunc Dimittis), entre otros.

## Cuentos

### Gastrónomos (Taste)
Esta historia apareció por primera vez en marzo de 1945 en la revista Ladies Home Journal. Más tarde volvió a ser publicada en Someone Like You, en 1953.
El cuento habla sobre seis personas cenando en la casa del corredor de bolsas Mike Schofield: Mike, su esposa y su hija; el conocedor de vinos, Richard Pratt, y el narrador anónimo y su esposa. Usualmente, Schofield y Pratt hacen pequeñas apuestas sobre cuál es el vino que se sirve en la mesa, pero esa noche Pratt no se interesa en eso, sino que se dedica a conversar con la hija de dieciocho años de Schofield, Louise.
Cuando Schofield trae el segundo vino de la noche, afirma que es imposible adivinar su procedencia. Pratt y él van aumentando la apuesta, hasta que Pratt dice que si él gana, tomará la mano de Louise en matrimonio, y si pierde, entregará sus dos casas. A pesar del horror de la hija y la esposa de Schofield, Mike Schofield las convence de aceptar la apuesta, puesto que hay mucho que ganar y, según él, la procedencia del vino es imposible de adivinar.
Sin embargo, Pratt comienza a nombrar el distrito, la comuna, la viña y el año del vino, y aunque Schofield no voltea la botella, su reacción delata que Pratt ha adivinado correctamente. Cuando ya todo estaba perdido la criada de Schofield devuelve al señor Pratt sus anteojos, y le recuerda que los que había olvidado en el estudio donde estaba la botella. Pratt había elegido ese sitio en el estudio como un lugar ideal para dejar la botella, por lo que sus anteojos revelan que él ya sabía sobre el vino y había hecho trampa en la apuesta. La historia termina con Schofield enfadandose y su esposa tratando de calmarlo.
Esta historia fue adaptada a una ópera de un acto por William Schuman en 1989.

### Cordero asado (Lamb to the Slaughter)
Este relato fue publicado en septiembre de 1953 por Harper’s Magazine, luego de ser rechazado por The New Yorker. Fue adaptada para un episodio de Alfred Hitchcock presenta, protagonizada por Barbara Bel Geddes, y se lanzó el 13 de abril de 1958 dirigida por Hitchcock. También fue adaptado por el mismo Dahl para la serie homónima.
Mary Malone, una joven embarazada, espera a su esposo Patrick a que vuelva de la comisaría de policía donde trabaja como detective. Cuando regresa, Mary advierte que se comporta extrañamente distante y supone que solo está cansado del trabajo. Finalmente Patrick le revela por qué está actuando extraño, y aunque no se lo dice explícitamente, insinúa que va a dejarla.
Al parecer en trance, Mary va al congelador del sótano a buscar una pierna de cordero para la cena, sin embargo Patrick, enojado, le dice a Mary que no le prepare nada, puesto que él está saliendo. Entonces ella golpea a Patrick en la parte posterior de la cabeza con la pierna de cordero congelada, causándole la muerte.
Mary se da cuenta de lo que ha hecho y se siente dispuesta a aceptar las consecuencias de ello, sin embargo, teme que su bebé no sobreviva. Prepara la pierna de cordero y la mete en el horno, y después de practicar una rutina alegre, va a una tienda de comestibles cercana para establecer su coartada. Al regresar, entra en la habitación donde yace su marido muerto y llama a la policía.
Cuando llega la policía, interrogan a Mary y examinan la escena. Eliminando a Mary de toda sospecha, considerando que Patrick era detective, la policía llega a la conclusión de que Patrick había sido asesinado con un objeto contundente, probablemente de metal. Después de una infructuosa búsqueda por toda la casa y sus alrededores, Mary ofrece a los policías la pierna de cordero asada, que ellos aceptan. Cuando ésta está casi lista, la policía discute sobre la posible ubicación del arma homicida. Uno de ellos dice “probablemente, justo bajo nuestras narices”. La historia termina con Mary oyendo su conversación desde una habitación adyacente y riendo, sabiendo que la última frase es totalmente cierta.
Cordero asado demuestra la fascinación de Dahl con el horror (incluyendo elementos del humor negro), un género que lo influenciaría tanto en su prosa para adultos como en la ficción infantil.

### Hombre del sur (Man from the South)
En esta historia, un hombre mayor llamado Carlos y un joven estadounidense se encuentran en un hotel. Carlos ofrece al estadounidense su Cadillac si él puede encender diez veces seguidas un encendedor. De lo contrario, el joven deberá cortarse el meñique izquierdo de la mano.
El joven acepta, y cuando está por prenderlo por octava vez, entra una mujer a la habitación y se abalanza sobre Carlos, zarandeándolo y aduciendo que este está mentalmente perturbado. Carlos ha cortado los dedos de cuarenta y siete personas y perdido once Cadillacs. Ella había ganado todo lo que tenía Carlos hacía mucho tiempo, incluyendo el auto, y mientras alcanza las llaves del coche, el narrador ve que solo tiene un pulgar y un dedo.
Este relato ha sido adaptado numerosas veces, incluyendo una versión de 1960 protagonizada por Steve McQueen, Peter Lorre y Neile Adams para Alfred Hitchcock presenta. También fue el capítulo inaugural de la serie Tales of the Unexpected, donde Dahl adaptó el cuento para la televisión en 1979.

### Mi querida esposa (My Lady Love, My Dove)
Un matrimonio acomodado invita a una joven pareja a pasar el fin de semana en su casa para jugar a las cartas. La mujer propone a su marido instalar un micrófono en la habitación de huéspedes con la intención de divertirse a costa de los invitados. Pese a su inicial oposición, el marido acaba aceptando la propuesta, instalando el micrófono en la habitación. Sin embargo, después de la partida de cartas, la pareja joven les gana y deciden ir a acostarse. Es allí cuando, gracias al micrófono, descubren que han hecho trampa y ellos también deciden hacerlas.

### Apuestas (Dip in the Pool)
Este cuento fue originalmente publicado el 19 de enero de 1952 en The New Yorker. Luego apareció en 1953 en Someone Like You.
En un crucero se hacen apuestas todos los días donde las personas intentan adivinar correctamente cuántas millas viaja el barco diariamente. En un día particularmente tormentoso, uno de los viajeros, el señor William Botibol apuesta doscientas libras a que el barco viajará menos, pensando que la tormenta hará que éste vaya más lento. Su apuesta involucra una suma de dinero que él no tiene, pero considera que el riesgo vale la pena.
A la mañana siguiente, cuando despierta se encuentra con que el cielo está despejado y el barco está yendo muy rápido para recuperar el tiempo perdido. Angustiado, decide que para hacer que el barco vaya más lento, saltará al agua. De esta manera, la máquina tendrá que detenerse para rescatarlo y así gastarán más tiempo. El recuento final de millas termina al atardecer.
Buscando a un posible testigo, Botibol se acerca a la popa del barco donde encuentra a una mujer sola, bastante grande y de mediana edad. Comienza a conversar con ella, hablando sobre las apuestas y otras cosas, a fin de asegurarse de que ella se dé cuenta de que él cae al agua y pida ayuda en el momento adecuado. Entonces se lanza repentinamente al agua, gritando “¡Ayuda, ayuda!” y llamando la atención de la mujer. Al principio no se ve muy segura sobre cómo reaccionar, pero después se relaja y observa cómo la cabeza de Botibol sobresale del agua, con sus brazos moviéndose desesperadamente y gritando algo que ella no alcanza a escuchar. Finalmente, desaparece en la distancia.
Una mujer delgada y mandona llega donde está la mujer-testigo. La mujer delgada le dice que la ha estado buscando mucho rato y le regaña por andar vagando por el barco. La mujer-testigo no responde directamente, sin embargo comenta con dificultad “Se lanzó por la borda... con toda su ropa”, a lo que la mujer delgada le responde “¡Tonterías!”. La última escena muestra a la mujer-testigo dejándose llevar por el puente del crucero a puerto, mencionando “Qué hombre tan agradable. Me saludó”, dándole la impresión al lector de que la mujer podría haber tenido alguna discapacidad mental, como autismo.

### Galloping Foxley (Galloping Foxley)
Este relato apareció por primera vez en la revista Town and Country en noviembre de 1953. Se incluyó en la colección Someone Like You y fue adaptada para la serie Tales of the Unexpected.
La historia habla sobre un hombre llamado Perkins, descrito como un “viajero satisfecho”, pero obsesionado con la rutina. Todos los días llega a la estación de trenes y toma el de las 8:12, sentándose en el mismo asiento del vagón. Un día su rutina se ve perturbada por la llegada de una persona nueva que llega a la estación más temprano y toma el asiento de Perkins. Este, indignado, lentamente se da cuenta de que el recién llegado es un antiguo compañero de escuela. El recién llegado no reconoce a Perkins, permitiendo al narrador que llene el vacío: su nombre es Foxley. Cuando estaban en la escuela, Foxley era un prefecto que usaba a Perkins como su esclavo personal, y abusaba de él tanto física como psicológicamente. De hecho, el nombre “Galloping Foxley” (Foxley Galopante) era un reconocimiento del método que este usaba cuando comenzaba a correr antes de pegarle a otros deliberadamente.
Perkins decide cobrar venganza humillando públicamente a Foxley. Se presenta a sí mismo, y sin demostrar emoción, Foxley se presenta a su vez, pero dando un nombre y una escuela diferentes a los reales.
En la versión televisiva, Perkins hace una escena y le cuenta a los demás pasajeros la miseria que sufrió a manos de Foxley, sin embargo, este niega ser Foxley convincentemente, volviendo a humillar a Perkins.

### Tatuaje (Skin)
En una fría noche de 1946, el antiguo propietario de un salón de tatuajes llamado Drioli camina por las calles de París. Cuando pasa frente a una galería de arte y ve una pintura de Soutine, recuerda cuando ellos eran amigos, hace mucho tiempo atrás. Treinta años antes, Soutine había estado enamorado de la esposa de Drioli, Josie. Una vez que los tres estaban ebrios, Drioli le pidió a Soutine que le pintara una pintura de Josie en la espalda y luego la tatuara. Así lo hicieron. Pero durante la Segunda Guerra Mundial, Josie murió y Drioli perdió su negocio, viéndose forzado a mendigar.
Drioli entra a la galería de arte y le muestra a la multitud el increíble tatuaje. Mucha gente le hace generosas ofertas, preguntando por la salud de Drioli, ya que el tatuaje solo tiene valor mientras él siga vivo. Dos hombres en particular ofrecen propuestas inusuales. Uno dice que él pagará por una operación de injerto de piel para que la pintura pueda ser sacada de la espalda de Drioli, y además pagará por la obra de arte así obtenida; alguna gente le dice a Drioli que no sobreviviría a la cirugía. El otro hombre, quien afirma ser el propietario del Hotel Bristol, en Cannes, le ofrece a Drioli convertirse en un empleado del hotel y vivir una vida de lujo mientras exhibe la espalda a los invitados, como un modelo. Drioli, quien está muy hambriento, acepta esta propuesta y abandona la galería con él. Su nuevo patrón lo invita a cenar y le pregunta cómo le gusta el pato.
A continuación, el narrador explica que no existe tal hotel en Cannes, y que una gran pintura barnizada idéntica al tatuaje de Drioli se subastó en Buenos Aires unas semanas más tarde. La implicación es que el presunto dueño de hotel asesinó a Drioli para obtener el tatuaje de su espalda. Más que decirlo explícitamente, el narrador dice que la evidencia “hace que uno se pregunte un poco, y que rece por la salud del anciano, y que espere fervientemente que donde sea que esté ahora, haya una atractiva chica regordeta que le haga la manicura de sus uñas, y una criada que le lleve el desayuno a la cama por las mañanas”....

### Lady Turton (Neck)
Al heredar el imperio de periódicos y revistas de su padre, Sir Basil Turton se convierte, de pronto, en el soltero más codiciado de la sociedad londinense. Para sorpresa de todos, se casa con una mujer casi desconocida de la Europa Continental, llamada Natalia. Dado que a Sir Basil no le interesa nada sino su colección de esculturas y pinturas, la nueva Lady Turton asume el control de La Prensa Turton, volviéndose, durante el proceso, en una jugadora importante en la arena política.
Seis años luego de la boda, el narrador de la historia, un columnista de la sección de sociedad, se encuentra a sí mismo sentado junto a la imperiosa Lady Turton en una cena. Cuando al fin ella lo nota, lo bombardea con una serie de preguntas personales, durante el curso de las cuales él revela su amor por el arte. Lady Turton lo invita desinteresadamente a ver la colección de Sir Basil en su casa de campo, lo cual el narrador acepta con entusiasmo.
Al llegar a la finca el sábado siguiente, el narrador se siente impresionado por los jardines extravagantes, con grandes árboles cortados en una variedad de formas, incluyendo un juego de ajedrez completo y muchas esculturas y estatuas entre los arbustos. Durante el curso de la tarde, el narrador se da cuenta de que el Mayor Haddock, otro de los invitados para el fin de semana, está encaprichado con Lady Turton, quien no lo rechaza. También es evidente que el mayordomo, Jelks, desprecia a sus señores, pues trata cruelmente a lady Turton.
Al día siguiente, el amable señor Basil lleva al narrador a un recorrido por la amplia finca. Cuando se detienen a descansar, ambos se sientan en un banco que da al jardín y comienzan a conversar, momento en el que el narrador ve a una mujer deambulando por el jardín. Pronto se le une un hombre que lleva en su mano una pequeña cámara. Las dos figuras se acercan a una escultura y, aparentemente, se ríen de ella. El hombre empieza a tomar fotografías mientras que la mujer modela poses ridículas junto a la obra, llegando a meter la cabeza en uno de sus agujeros. El hombre toma más fotos y, desde la perspectiva del narrador, se inclina y besa a la mujer, llenando el aire con su risa.
No obstante, pronto se hace evidente que la mujer no puede sacar la cabeza de la escultura, y viendo que el hombre es incapaz de soltarla, Sir Basil y el narrador bajan al jardín. Ahí se dan cuenta de que las personas eran Lady Turton y el Mayor Haddock. Como ella reprende enojada a su marido, Sir Basil le dice a Jelks que vaya a buscar una sierra para cortar la pieza. Cuando el mayordomo regresa con una sierra y un hacha en cada mano, el narrador se da cuenta de que la mano que sostiene el hacha está más hacia delante, como sugiriendo usar ésta en lugar de la sierra. Sir Basil toma el hacha. El narrador cierra los ojos anticipándose a la decapitación, cuando escucha a Sir Basil decir “Fíjate, Jelks. Qué estás pensando. Estas cosas son muy peligrosas. Dame la sierra”. El narrador mira a Sir Basil y ve el rastro de una sonrisa en sus ojos. La implicación es que Sir Basil, en vez de coger el hacha (para darle una muerte rápida y repentina), coge la sierra, que tarda más en cortar (y por tanto darle una oportunidad).

### Nunc Dimittis (Nunc Dimittis)
Este cuento fue publicado por primera vez bajo el título The Bachelor Devious en la revista Colliers en septiembre de 1953. La historia está completamente narrada en primera persona.
Cuando el protagonista, el millonario Lionel Lampson se entera de que su joven novia lo desprecia y hace comentarios despectivos de él a sus espaldas, elabora una sutil venganza. Visita al artista John Royden y le pide que haga un retrato de Janet, con la condición de que ella no sepa que él es quien está haciendo el encargo. Royden tiene un método inusual: pinta a todos sus modelos desnudos y luego les va poniendo la ropa de a una.
Cuando el retrato está finalizado, Lionel, quien solo es experto en restauración y limpieza de pinturas, elimina la capa superior de pintura, dejando a Janet desnuda. Luego invita a una cena para Janet y alguna gente de la alta sociedad donde, al final de una cena a la luz de las velas, se prenden las luces en forma repentina y la pintura es revelada a todo el mundo. Lionel abandona la habitación sin ser visto, no sin antes observar la expresión de perplejidad de Janet, y se va a su casa de campo disfrutando el éxito de su plan, hasta que la mujer que le había contado los chismes sobre Janet lo llama y lo invita a su casa, dándole a entender a Lionel que ella sabía lo ocurrido.
Unos días después, Lionel recibe una lata de caviar con una carta de Janet que dice que lo perdona y que aún lo ama. Lionel se siente profundamente avergonzado. No siendo capaz de rechazar su comida favorita, se complace con el caviar, y al final de la historia, se comienza a sentir violentamente enfermo, sugiriéndole al lector que ha sido envenenado por Janet.
Al principio del cuento, Lionel había afirmado que nunca haría su confesión si no la hacía en el momento en que estaba escribiendo.

### La patrona (The Landlady)
Este cuento fue publicado por primera vez el 28 de noviembre de 1959 en The New Yorker. Posteriormente fue publicado en Kiss Kiss, a la vez que fue adaptado a un episodio de Alfred Hitcock presenta y de Tales of the Unexpected, donde Dahl mismo escribió el guion.
Narra la historia de un joven y brillante hombre llamado Billy Weaver, quien recién ha entrado al mundo del trabajo. Al llegar a Bath para un viaje de negocios, busca un lugar donde quedarse, siéndole recomendado el Campana y Dragón. Mientras está ahí se encuentra con un bed&breakfast que anuncia una habitación barata y cómoda, por lo que decide ir a mirar. Toca el timbre y una mujer de mediana edad lo atiende inmediatamente, preguntándole si ha debido esperar mucho. Ella lo trata generosamente, pero lo llama Sr. Perkins y le da un piso entero para que se hospede, cobrándole mucho menos de lo esperado. Sin embargo, también emite una sensación terrorífica que, aunque aparentemente Billy no nota, parece evidente para el lector. El salón de la casa inspira un aire aterrador pero el joven no se da cuenta.
La anciana le da una taza de té con una galleta de jengibre. En el libro de visitas de la posada, Billy ve que solo otros dos huéspedes se han quedado ahí: uno viejo y el otro joven, ambos habiendo llegado dos años antes. Billy encuentra los nombres vagamente familiares. En una reflexión más profunda recuerda que eran famosas por la misma cosa: estar desaparecidos. La mujer le hace un comentario sobre uno de ellos en tiempo pasado, a lo que Billy responde que probablemente se fueron hace poco. Entonces ella réplica que ambos chicos todavía están viviendo en la posada.
Billy se da cuenta de que el perro y el loro que están junto a la chimenea están disecados. Entonces la anciana le dice “Yo diseco a todos mis animales por mí misma”, y le ofrece más té. Billy lo rechaza, porque el té sabía ligeramente a almendras amargas (un sabor característico del cianuro). La historia termina con Billy preguntando si había habido otras visitas anteriormente, ante lo cual la mujer responde “No, querido. Sólo tú”.

### William y Mary (William and Mary)
Este relato fue incluido en la colección Kiss Kiss de 1960. Fue adaptado más adelante en episodios de Way Out y Tales of the Unexpected.
El cuento comienza con Mary Pearl recibiendo una nota de su esposo fallecido hace una semana, William, un reconocido filósofo. La carta dice cómo el doctor Landy aconseja a William sobre su cáncer seis semanas antes de su muerte. Le sugiere a William realizar un procedimiento que explica en gran detalle, que podría significar que su cerebro sea trasplantado de su cuerpo muerto y conectado a un corazón artificial. También podría conectarse uno de sus ojos, de modo que pueda ver. A pesar de que el médico no está seguro de que el cerebro vuelva a la consciencia, se mantiene esperanzado. El cerebro, dice él, podría vivir probablemente doscientos años conectado a una máquina. Al principio, William rechaza categóricamente la sugerencia, pero hacia el final de la discusión, la idea se le ha aclarado más. Cuando lo piensa más tarde, le preocupa la idea de un miembro fantasma, pensando que el hecho de que su cerebro se encuentre solo le puede provocar un trauma severo, deseando usar el resto de su cuerpo. Sin embargo, escribe, al final aceptó la idea por ser muy amante de su cerebro y agradándole la idea de poder seguir viviendo.
William había intentado sacar a relucir el tema con Mary varias veces antes, pero ella siempre lo había hecho a un lado. Entonces, la razón por la que escribe la nota, era la esperanza de que Mary lo escucharía mejor de lo que lo había escuchado en vida. Además añade que para el momento en que ella lea la carta, el procedimiento debiese haber sido llevado a cabo una semana antes, por lo que sugiere que contacte con Landy. Ella lo hace y de inmediato empieza a hacerse cargo de él. El procedimiento había ido tan bien como se podía esperar, y William ya había recuperado la conciencia en dos días. Sus ojos conectados también parecen funcionar correctamente. Así, Mary encuentra al anteriormente dominante William mucho más atractivo en su estado de debilidad e impotencia, y desea llevárselo de vuelta a casa. Landy, al contrario de cualquier reacción esperada, le dice que debe atenerse a ser una viuda, y la historia termina con el incierto futuro de William.
Mary se describe como una rebelde contra las restricciones de su marido después de su muerte: se ha comprado una televisión y fuma abiertamente, ambas acciones condenadas por William en su carta. A medida que la historia termina, William parece ver fumar a Mary, y se enfurece por ello. El deseo de Mary por traerlo de vuelta con ella puede, por tanto, ser interpretado como un perverso deseo de vengarse de su esposo controlador haciendo alarde de todo tipo de lujos previamente prohibidos por él, en su estado de impotencia.

### La subida al cielo (The Way Up to Heaven)
Este cuento macabro fue originalmente publicado en la edición del 27 de febrero de 1954 del The New Yorker, pero fue posteriormente incluido en la colección Kiss Kiss de 1960.
Cuenta la historia de una rica dama llamada Sra. Foster, que tiene un “miedo casi patológico de perder un tren, un avión, un barco, o incluso un telón de teatro”. Está planeando viajar a visitar a su hija y sus nietos. Su esposo, el Sr. Eugene Foster, un antiguo empresario que ahora está retirado, parece deleitarse en usar su tiempo para preparar este evento, con gran disgusto de la Sra. Foster. Su marido quiere quedarse en un club mientras ella viaja a París, y le da seis semanas de descanso a sus sirvientes a cambio de medio sueldo.
Al día siguiente la Sra. Foster está aterrada de llegar tarde y le expresa su preocupación al mayordomo, Walker. Este le asegura que tomará el vuelo a tiempo, pero ella insiste. A pesar de su preocupación, llega a tiempo al aeropuerto, dándose cuenta de que todos los vuelos han sido retrasados a causa del mal tiempo. El coche en que había llegado ya se ha ido, y ella sigue en el aeropuerto esperando más noticias de su viaje. Finalmente, se anuncia que el vuelo ha sido postergado hasta las 11 de la mañana siguiente.
En la mañana, mientras la Sra. Foster se prepara para tomar su coche hasta el aeropuerto, su esposo le dice que debe dejarlo en el club de camino, lo que la aterra por estar fuera de sus planes. Antes de partir, él finge haber olvidado un regalo que le tenía a su hija Ellen, y para disgusto de la Sra. Foster, él regresa a buscarlo. A medida que se pone más impaciente y ansiosa esperando en el auto, se da cuenta de que el regalo –un peine– está escondido en la grieta del asiento donde su esposo estaba y “no pudo evitar darse cuenta de que estaba metido abajo, firme y profundo, como con la ayuda de una mano empujando”, y le dice al chófer que llame al marido, pero este trata de entrar y encuentra la puerta cerrada. La Sra. Foster decide ir ella misma, pero entonces, con la llave en la cerradura, se congela repentinamente, como escuchando atentamente. Después de unos segundos, vuelve al coche diciendo que no hay tiempo, y es dejada en el aeropuerto, logrando realizar su vuelo con unos minutos de sobra.
Las cosas van bien en París, y le escribe a su marido cada martes. Cuando regresa al aeropuerto de Idlewild, está medianamente interesada en encontrar a su esposo, ya que él no le ha mandado un auto, pero finalmente toma un taxi y llega a casa tocando el timbre, sin recibir respuesta. Ella ve que el correo se ha acumulado y que todavía hay ropa de los sirvientes sobre el reloj de los abuelos, y siente un olor peculiar. Dándose cuenta de que el ascensor no funciona, llama calmadamente a un reparador y espera en el escritorio de su esposo a su llegada.
La implicación es que el Sr. Foster se quedó encerrado en el ascensor y la Sra. Foster lo condenó a la muerte ya que la casa quedaría desocupada seis semanas. Ella sabía que él tenía un desorden alimenticio (comer tres veces al día) y sabía que no sobreviviría más que un par de días, mucho menos seis semanas.

### Placer de clérigo (Parson's Pleasure)
Esta historia fue publicada por primera vez en abril de 1958 en la revista Esquire. Fue incluida en Kiss Kiss en 1960.
El Sr. Cyril Boggis es un antiguo comerciante en Chelsea, Londres. No tiene una gran tienda, pero se las arregla para establecer una ganancia anual mediante la compra de las piezas más notables de mueblería a precios muy bajos, vendiéndolas para obtener grandes beneficios. Sus amigos comerciantes se preguntan constantemente de dónde saca esos objetos tan raros con tal regularidad. Resulta que la estrategia del Sr. Boggis es bastante simple: se viste como un clérigo y visita casas de campo británicas bajo el pretexto de escribir artículos para la Sociedad por la Preservación de la Mueblería Rara. Cuando encuentra algo valioso, le hace una oferta al dueño y luego lo revende en su tienda por un valor de hasta veinte veces más del precio original.
Durante una visita está viajando por todo el condado de Buckinghamshire(Londres) y se encuentra con tres locales (Claud, Bert y Rummins) cerca de una sucia y destartalada casa de campo. Una vez que los convence de que lo dejen entrar, se sorprende al ver una cómoda Chippendale en la sala de estar. Las cómodas fueron hechas por el famoso diseñador de muebles del siglo XVIII, Thomas Chippendale, y solo tres personas más sabían de su existencia. Boggis casi se desmaya cuando se da cuenta de que esta pieza podría alcanzar hasta 20.000 libras en una subasta. Se recupera, sin embargo, y menciona que necesita un nuevo conjunto de patas para una mesa que tiene en casa. Las de la cómoda, dice, encajan perfectamente. Rummins está dudoso, pero Boggis lo convence de que es solo una reproducción victoriana sin valor. Posteriormente cierra la venta de la cómoda por solo veinte libras.
Luego de que él va a buscar su coche, los tres hombres quieren asegurarse de que el clérigo no desista del trato y actúan en consecuencia. Asumen que el coche es demasiado pequeño para llevar el mueble, y como el párroco solo quiere las patas, tienen la cortesía de cortarlas. Luego de tener las patas cortadas y refiriéndose a lo que queda como “leña”, deciden cortar el resto en trozos. Cuando Boggis vuelve para llevarse la ahora destruida cómoda, los hombres observan lo bien hecha que ésta estaba, ya que les había costado mucho trabajo cortarla.

### La señora Bixby y el abrigo del coronel (Mrs Bixby and the Colonel's Coat)
La señora Bixby y su marido dentista viven en un apartamento de Nueva York. Una vez al mes, la señora Bixby viaja desde la ciudad de Nueva York a Baltimore, supuestamente a visitar a su anciana tía; De hecho, ella está teniendo una aventura con el Coronel.
Un día, la señora Bixby llega a Baltimore y recibe un paquete del Coronel que contiene una carta y un regalo caro: un abrigo de visón oscuro. La carta del Coronel informa a la señora Bixby que ya no pueden verse entre sí, y sugiere que diga a su marido que el abrigo de visón es un regalo de Navidad de su tía. La señora Bixby entra en la desesperación mientras lee la carta: su tía es demasiado pobre para recibir crédito por el regalo. Sin embargo, la señora Bixby desea conservar el precioso abrigo y diseña un plan. A su regreso a Nueva York visita una casa de empeño y pone como garantía $ 50. El prestamista le da un boleto de empeño, que ella se niega a marcar con cualquier tipo de nombre o descripción. El billete garantiza su derecho a reclamar la garantía en cualquier momento. Ella le dice a su marido que encontró el boleto de empeño en el taxi, y él decide que sería mejor reclamar el billete, a pesar de las objeciones de la señora Bixby.
Al día siguiente, el Sr. Bixby va a la casa de empeño para canjear el billete y reclamar el elemento que representa. La señora Bixby se excita y se apresura ante la oficina de su marido cuando va a recogerla. Le anuncia que es un visón auténtico, pero ella se horroriza cuando su orgulloso esposo le muestra una pequeña y sarnosa estola, y no su abrigo.
La señora Bixby cree inicialmente que el prestamista le ha arrebatado su abrigo y tiene la intención de enfrentarse a él. Pero cuando la señora Bixby deja  la oficina de su marido, la secretaria del señor Bixby, la señorita Pulteney, camina con orgullo ante ella, usando el mismo abrigo de visón que el Coronel había dado a la señora Bixby. Se da a entender que el Sr. Bixby está teniendo una aventura con la señorita Pulteney, decidiendo regalarle el valioso abrigo, y comprando una estola barata para su esposa en su lugar. Como la señora Bixby no puede exigir el abrigo sin revelar su propia infidelidad, ha caído en su propia trampa.
Este relato apareció por primera vez en la revista Nugget en 1959. Fue adaptado a un episodio de Alfred Hitchcock presenta, el primero de la sexta temporada, emitido el 27 de septiembre de 1960, y fue dirigido por el mismo Alfred Hitchcock.

### Jalea real (Royal Jelly)
Este cuento fue publicado por primera vez en febrero de 1953 como parte de Twilight Zone Magazine y fue incluido en Kiss Kiss.
Narra la historia de la familia Taylor: Albert, Mabel y su hija recién nacida. Mabel está asustada porque la niña no come y ha estado perdiendo peso desde su nacimiento. Albert, que es apicultor, desarrolla un remedio para esto añadiendo jalea real a la leche del bebé, gracias a lo que ella empieza a comer y engordar. 
Aunque su esposa le pide que deje de añadir jalea real a la leche, Albert continúa haciéndolo mientras su hija crece y crece. Finalmente él admite que también consumió de la jalea para aumentar su fertilidad, lo que obviamente funcionó pues la niña fue concebida tiempo después. Mabel entonces se da cuenta de lo mucho que su marido se parece a una abeja gigante, en tanto su hija se ve nada más y nada menos que como una gran larva.

### Edward, el conquistador (Edward the Conqueror)
Este cuento, publicado el 31 de octubre de 1953 enThe New Yorker, narra la historia de un hombre llamado Edward y su esposa, Louisa. Un gato de pelo largo y plateado está a punto de ser quemado en la pila de hojas que Edward había juntado del otoño, pero es salvado por Louisa. Después de que la pareja intenta sin éxito mandar al gato de vuelta a su casa, Edward decide que si en la tarde todavía no se ha ido se lo entregará a la policía para asegurarse de que vuelva con sus dueños.
Mientras Louisa admira el pelaje del gato se da cuenta de que tiene una verruga en el rostro. Cuando termina de admirar al animal, comienza a practicar sus conciertos diarios de piano, un placer solitario que también es una de sus pasiones más grandes. Elige algunas piezas de Vivaldi, Schumann, Liszt y Brahms, a lo que el gato reacciona de inmediato, como si estuviera “apreciando” su interpretación. Parece particularmente fascinado con los Sonetos de Petrarca, S. 270 y el Weihnachtsbaum de Liszt, a diferencia de las Escenas intantiles, Op. 15 de Schumann.
Louisa entonces se convence de que el gato es la reencarnación de Liszt y se lo comenta a su esposo, quien no le cree pese a que ella le demuestra las reacciones del animal con la música. Edward piensa que el gato simplemente fue entrenado para actuar así al escuchar esas obras, como parte de un truco, y se niega a tomar parte de la emoción que embarga a su esposa. 
Para averiguar más de la reencarnación y de Liszt, Louisa va a la biblioteca, donde encuentra un libro que señala que mientras más alta es la posición social, más se demora una persona en reencarnar. Pese a que el libro también dice que no se puede reencarnar en un animal menor, Louisa elige ignorar este hecho. Por último, se menciona que algunas figuras históricas fueron reencarnaciones de otras, por ejemplo Epicteto que volvió como Ralph Waldo Emerson. A pesar de su incredulidad, Louisa cree en lo que está leyendo, e incluso saluda a su esposo diciendo “Escucha querido, ¿sabías que Theodore Roosevelt alguna vez fue la esposa del César?”.
Al volver a casa Louisa llama al gato y le examina el rostro. Se da cuenta de que las verrugas que el felino tiene en el rostro están en la misma posición que las que tenía el anciano Liszt, y aún se da cuenta de que el gato odia un Scherzo de Chopin que era el único que a Liszt nunca le gustó. En este punto Edward está notablemente disgustado con las creencias de su esposa y se opone al plan de ella de contarle al mundo para que los músicos vayan a visitar al gato, pues piensa que todos pensarán que son unos tontos.
Louisa decide cocinarle una cena lujosa al gato y no escucha a su marido cuando trata de persuadirla. Al volver de la cocina, ve a Edward entrando desde el jardín entre un humo negro, con el pantalón arremangado y mojado y numerosos rasguños en la muñeca. Presumiendo que su esposo quemó al gato en el fuego de la hojarasca, Louisa se pone histérica mientras Edward intenta calmarla.